# Elecciones presidenciales de Mongolia de 2013
Las elecciones presidenciales tuvieron lugar en Mongolia el 26 de junio de 2013.
El ganador de los comicios fue Tsakhiagiin Elbegdorj, un veterano político mongol, que se presentó como candidato del Partido Demócrata, con su victoria rompió la racha de liderazgo del Partido del Pueblo de Mongolia en la presidencia de Mongolia, la cual ocupaban ininterrumpida desde las elecciones de 1997.
Esta victoria fue clara, debido a la gran cantidad de Aymags que votaron a favor del Partido Demócrata, lo que hizo que ni siquiera tuviese la necesidad expresa del apoyo que le ofrecieron previamente a los comicios los partidos Nacional Democrático  y el Partido Verde-Voluntad Civil.

## Candidatos a la presidencia

### Tsakhiagiin Elbegdorj
Con apoyo del Partido Demócrata, el veterano Elbegdorj preentó su candidatura para un segundo mandato, apoyando su candidatura en las políticas que ha seguido durante la V legislatura del Gran Jural del Estado.
En especial, el crecimiento económico que ha vivido Mongolia en 2011 y 2012, del 17,5% y del 12,3% respectivamente. Especialmente gracias al crecimiento de la minería nacional, que ha propulsado la inversión de empresas extranjeras, como la canadiense Turquoise Hill Resources, la cual podría dar 6 mil millones de dólares al país.
Aparte, Elbegdorj prometió que si salía electo dedicaría su segundo mandato a redistribuir la nueva riqueza que estaba teniendo el país.

### Badmaanyambuugiin Bat-Erdene
El Partido del Pueblo presentó como candidato a Badmaanyambuugiin Bat-Erdene. Se encontraban en una situación política delicada, ya que en las elecciones parlamentarias de 2012 recibieron su peor resultado en unos comicios de la historia del partido, quedando solo con 25 escaños de los 76 que forman el parlamento.
Basaron su programa en la denuncia al presidente Tsakhiagiin Elbegdorj de que la nueva situación económica del país estaba aumentando la brecha social entre ricos y pobres.

### Natsagiin Udval
El Partido Revolucionario del Pueblo, sector crítico que continuo con el comunismo más apuntado del ex-Partido Revolucionario del Pueblo de Mongolia de la época de la República Popular, presentó a una mujer como candidata al puesto de presidente, siendo la primera vez que se presenta una mujer como jefa de estado o de gobierno electoralmente, aunque no de toda la historia, ya que Sühbaataryn Yanjmaa fue Presidente interina del Gran Jural del Estado entre 1953 y 1954.
Su campaña se basó en la denuncia social al presidente Elbegdorj al igual que el candidato del Partido del Pueblo.

## Tabla de resultados por Aymag
|                                   |                 |                   |                   |               |               |        |
| T. Elbegdorj PD                   | T. Elbegdorj PD | B. Bat-Erdene PPM | B. Bat-Erdene PPM | N. Udval PRPM | N. Udval PRPM |        |
| Aymags de Mongolia                |                 |                   |                   |               |               |        |
| Arhangay                          | 15.688          | 44,13%            | 14.535            | 40,88%        | 4.615         | 12,98% |
| Bayan-Ölgiy                       | 18.839          | 53,34%            | 13.297            | 37,65%        | 2.240         | 6,34%  |
| Bayanhongor                       | 16.134          | 48,37%            | 14.725            | 44,15%        | 1.986         | 5,95%  |
| Bulgan                            | 10.023          | 40,03%            | 12.075            | 48,23%        | 2.577         | 10,29% |
| Govi-Altay                        | 9.731           | 41,57%            | 11.218            | 47,92%        | 2.199         | 9,39%  |
| Dornogovi                         | 9.842           | 37,85%            | 13.880            | 53,38%        | 1.866         | 7,18%  |
| Govisümber                        | 2.664           | 42,17%            | 3.111             | 49,25%        | 436           | 6,90%  |
| Dornod                            | 16.098          | 53,06%            | 11.798            | 38,89%        | 1.886         | 6,22%  |
| Dundgovi                          | 6.401           | 36,43%            | 9.455             | 53,81%        | 1.524         | 8,67%  |
| Zavhan                            | 15.530          | 49,24%            | 14.728            | 46,69%        | 960           | 3,04%  |
| Övörhangay                        | 21.012          | 46,12%            | 20.808            | 45,67%        | 2.876         | 6,31%  |
| Ömnögovi                          | 11.502          | 45,93%            | 11.181            | 44,64%        | 2.179         | 8,70%  |
| Sühbaatar                         | 10.290          | 39,58%            | 14.168            | 54,49%        | 962           | 3,70%  |
| Selenge                           | 20.377          | 47,15%            | 17.900            | 41,42%        | 4.233         | 9,79%  |
| Töv                               | 14.848          | 39,39%            | 19.165            | 50,84%        | 2.971         | 7,88%  |
| Uvs                               | 15.402          | 46,17%            | 15.299            | 45,87%        | 2.066         | 6,19%  |
| Hovd                              | 20.144          | 61,17%            | 10.562            | 32,08%        | 1.765         | 5,36%  |
| Hövsgöl                           | 27.056          | 52,28%            | 20.827            | 40,24%        | 3.106         | 6%     |
| Hentiy                            | 10.156          | 33,37%            | 19.019            | 62,50%        | 776           | 2,55%  |
| Darhan-Uul                        | 20.474          | 50,02%            | 17.248            | 42,14%        | 2.785         | 6,80%  |
| Orhon                             | 22.084          | 51,50%            | 16.274            | 37,95%        | 4.092         | 9,54%  |
| Düüregs (Distritos) de Ulan Bator |                 |                   |                   |               |               |        |
| Khan-Uul                          | 31.870          | 54,23%            | 22.883            | 38,94%        | 3.413         | 5,81%  |
| Baganuur                          | 5.685           | 46,69%            | 5.880             | 48,29%        | 475           | 3,90%  |
| Bagakhangai                       | 791             | 45,07%            | 894               | 50,94%        | 53            | 3,02%  |
| Bayanzürkh                        | 70.763          | 55,01%            | 49.777            | 38,70%        | 6.822         | 5,30%  |
| Nalaikh                           | 7.559           | 50,04%            | 6.078             | 40,24%        | 1.262         | 8,35%  |
| Sükhbaatar                        | 33.366          | 54,91%            | 23.681            | 38,97%        | 3.157         | 5,20%  |
| Chingeltei                        | 38.614          | 53,73%            | 28.130            | 39,14%        | 4.318         | 6,10%  |
| Bayangol                          | 49.903          | 57,08%            | 32.158            | 36,78%        | 4.702         | 5,38%  |
| Songino Khairkhan                 | 67.209          | 53,86%            | 48.343            | 38,74%        | 8.079         | 6,47%  |
|                                   |                 |                   |                   |               |               |        |
| En el extranjero                  | 2.739           | 64,57%            | 1.283             | 30,25%        | 182           | 4,29%  |
|                                   |                 |                   |                   |               |               |        |
| Total Nacional:                   | 622.794         | 50,23%            | 520.380           | 41,97%        | 80.563        | 6,50%  |

## Reacción internacional
- : El presidente Barack Obama, dijo que Elbegdorj es un gran líder del país asiático.
- : El Presidente de la Asamblea General de las Naciones Unidas Vuk Jeremić profesó su satisfacción por la victoria de Elbegdorj en las elecciones libres de Mongolia.
- : El presidente de la Comisión Europea, José Manuel Barroso, expuso en su nota de felicitaciones a Elbegdorj, que estas elecciones eran "un paso vital" en el camino de Mongolia para establecer la democracia y la ley.